# 威廉·班布里奇
威廉·班布里奇（英語：William Bainbridge，1774年5月7日—1833年7月27日），美国海军准将，曾指挥过宪法号护卫舰和费城号护卫舰等军舰，参加过第一次巴巴里战争、第二次巴巴里战争和1812年战争等。

## 早期生活
班布里奇出生于新泽西州普林斯顿，是阿布萨隆·班布里奇和玛丽·班布里奇的长子。阿布萨隆是反对独立派，在美国独立战争中担任英军的外科医生，后被新泽西州判为叛国罪。
十几岁的班布里奇在特拉华河上锻炼成一名海员。1792年，班布里奇在一艘小商船上担任水手。1796年，班布里奇从巴西回来后，在霍普号商船上服务。当船停靠在波尔多加龙河港口时，正准备第四次航行的班布里奇通过呼叫附近船只的帮助，平息了船上的一场暴动。班布里奇受伤严重，几乎丧命。由于具有勇气和受到肯定的航海技能，班布里奇在1796年19岁时成为船长。
离开法国后，班布里奇来到加勒比海。当在安提瓜和巴布达圣约翰时，一艘英国纵帆船向班布里奇打招呼，但他拒绝停船。英船向其开火，班布里奇立刻还击，重伤英船使其投降。

## 海军服役

### 美法准战争

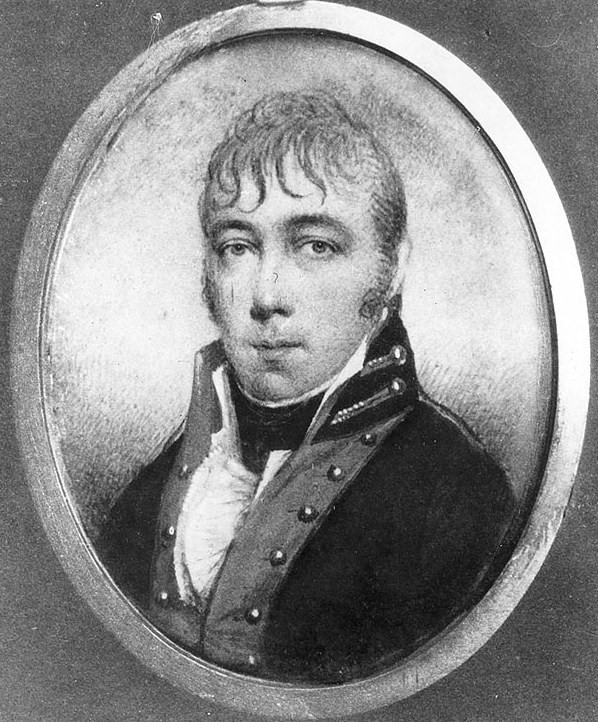
威廉·班布里奇

1798年，美国海军成立，班布里奇成为一名军官。1798年9月，班布里奇被任命为反击号双桅纵帆船的指挥中尉，与托马斯·威廉斯指挥的诺福克号双桅横帆船一同在西印度群岛海域巡逻，两人都接受蒙特祖玛号护卫舰舰长亚历山大·默里的指挥。1798年11月20日，班布里奇将两艘法国军舰错认为英国军舰而直接接近，因此被俘。反击号是美国海军初期第一艘投降的军舰，但班布里奇未因此受处罚。1799年3月，班布里奇被任命为诺福克号双桅横帆船船长
。

### 第一次巴巴里战争
1800年，在第一次巴巴里战争爆发前几个月，班布里奇受命运送献金交予阿尔及尔总督，以保护美国商船在地中海免于被劫。在班布里奇指挥乔治·华盛顿号单桅帆船抵达后，港口引航员引导其停泊在港口要塞的直接火力之下。总督随后要求班布里奇将阿尔及利亚大使和献金送往君士坦丁堡，并在航行过程中悬挂阿尔及利亚旗。在武力威慑下，班布里奇只得勉强答应。
美国总统托马斯·杰斐逊意识到贿赂巴巴里国家的海盗并不奏效。1803年5月21日，班布里奇被任命为费城号护卫舰舰长，参与对的黎波里的封锁。10月21日，费城号搁浅在一处海图中未注明的暗礁上。在经历数小时的努力后，班布里奇决定弃船。他命令将小型武器扔出船外，用水淹掉弹药库，毁坏海军信号手册。然而，在高潮位的作用下，费城号又重新漂浮起来。但此时已被的黎波里的帕夏抓获，班布里奇和船员在的黎波里被关押了19个月。
1805年，杰斐逊总统决定派出威廉·伊顿前往的黎波里去解救300名美国人质，这是美国第一次发起推翻外国政府的行动。伊顿建立了一支由20名基督徒和大约100名穆斯雇佣兵组成的部队。在普雷斯利·奥班农的率领下，部队长驱500英里。在阿耳戈斯号双桅横帆船船长艾萨克·赫尔的支援下，1805年4月27日，伊顿发动德尔纳战役并占领德尔纳，由此对的黎波里造成巨大的威胁。1805年6月，总统使者托拜厄斯·利尔和海军舰长约翰·罗杰斯与的黎波里帕夏进行了谈判。

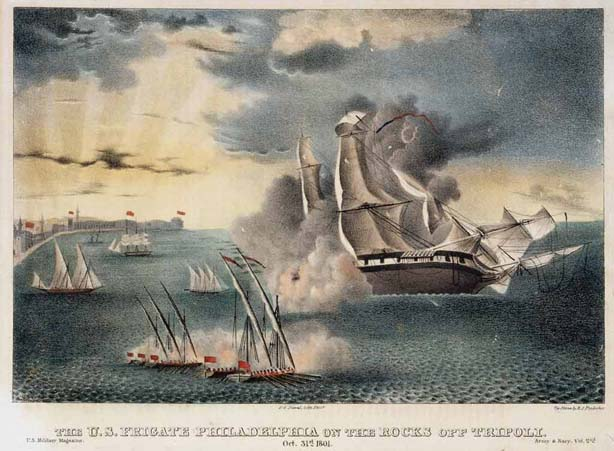
搁浅的费城号

1805年6月3日，班布里奇被从的黎波里的监狱中释放，回到美国，受到热烈的欢迎。随后海军法庭调查了班布里奇的投降经过，没有发现证据表明其存在错误指挥的情况，因此班布里奇得以继续服役。随着与巴巴里国家战事的结束，美国海军进行了裁军，几乎所有军舰都停泊在港口内。由于意识到与英国的战争即将来来临，班布里奇和斯图尔特前往华盛顿敦促杰斐逊总统和国会加强海军力量。在得到满意结果后，班布里奇回到波士顿，负责位于查尔斯顿的海军船坞。
1809年，班布里奇被任命为总统号护卫舰舰长，开始在大西洋沿岸巡逻。

### 1812年战争
9月15日，1812年战争爆发后不久，班布里奇被任命为宪法号护卫舰舰长，接替艾萨克·赫尔。宪法号被派往南大西洋巡逻。
12月29日，宪法号在巴西沿海遭遇爪哇号护卫舰。爪哇号排水量1083吨，船员400名，在舰长亨利·兰伯特指挥下正前往东印度群岛，船上搭乘着新任命的孟买中将和前往圣赫勒拿岛、好望角以及英国在印度洋和中国海地区各港口城市的职员。由于宪法号船员训练有素，而爪哇号上大量都是缺少经验的海员和职员，因此，爪哇号最终被击败投降，而宪法号仅受轻伤。班布里奇在战斗中两次受伤，但仍然坚持指挥。爪哇号的船员被关押在宪法号上。由于受伤严重且远离美国海岸，班布里奇决定烧毁并凿沉爪哇号。1813年3月3日，美国总统詹姆斯·麦迪逊授予班布里奇国会金质奖章。

### 第二次巴巴里战争
在结束了与英国的战争后，1815年美国发动第二次巴巴里战争。这是美国与奥斯曼帝国在北非的领地的黎波里、突尼斯和阿尔及利亚等巴巴里国家之间的第二次战争。班布里奇负责指挥美国舰队对阿尔及尔进行了封锁。

## 晚年生活
1820年，斯蒂芬·迪凯特在与詹姆斯·巴伦进行的决斗中丧命。迪凯特的妻子以及众多历史学家都认为：班布里奇出于对年轻有为的迪凯特的长期怨恨而安排了这次决斗。
1833年，班布里奇在费城逝世，安葬于基督堂公墓。

## 遗产
多艘美国军舰以班布里奇命名，包括美国海军第一艘驱逐舰DD-1、唯一一艘核动力驱逐舰CGN-25和现役的DDG-96。
还有多处美国城镇以班布里奇命名，包括华盛顿州班布里奇岛、佐治亚州班布里奇、印第安纳州班布里奇和纽约州班布里奇。

## 脚注
1. ↑  Harris, 1837 p.18
2. ↑  Deats, 1904, The Jerseyman, Vol x, P.20
3. ↑  Jones, 1972, The Loyalists of New Jersey, pp.15-16
4. ↑  Cooper, 1846 pp.10-11
5. ↑  Barnes, 1897 pp.9-10
6. 1 2  Barnes, 1896 pp.73-74
7. ↑  Barnes, 1897 pp.19-21
8. ↑  Harris, 1837 pp.19-20
9. ↑  Harris, 1837 p.25
10. ↑  Barnes, 1897 pp.45-46
11. ↑  Barnes, 1897 p.54
12. ↑  Harris, 1837 pp.36-37
13. ↑  Boot, Max. . New York: Basic Books. 2003: 12. ISBN 046500721X. LCCN 2004-695066.
14. ↑  Tucker, 2004 pp.25-26
15. ↑  Allen, 1905, p.148
16. ↑  Barnes, 1896 p.79
17. ↑  Barnes, 1896 p.80
18. ↑  Harris, 1837 pp.130-131
19. ↑  Roosevelt, 1883 pp.117-118
20. ↑  Barnes, 1896 p.84
21. ↑  Harris, 1837 pp.153-154
22. ↑  Harris, 1837 pp.147
23. ↑  Harris, 1837 pp.170-171